# ヤン・フィシェル
ヤン・フィシェル（Jan Fischer、1951年1月2日 - ）は、チェコの官僚。2003年から2009年まで同国統計局局長。2009年5月8日から2010年7月13日まで首相として暫定政権を率いた。

## 経歴
フィシェルは1974年にプラハ経済大学で統計・経済学のエンジニアの学位を取得して卒業している。1985年に大学院過程に登録し、経済統計学で博士候補号を取得している。父親は遺伝学や薬学の分野で研究員であり、数学・統計学の応用をテーマにしている。
1980年から1989年にかけてチェコスロバキア共産党に所属していた。
卒業後まもなく連邦統計局に入庁する。1990年に副局長となり、チェコスロバキアの消滅まで同職を務めた。1990年代の初めからフィシェルはチームを率いて議会および地方選挙の結果について扱い、またその権限や交流の範囲内で欧州連合の統計局にあたるユーロスタットでも活動していた。チェコ共和国成立を受けて新設されたチェコ統計局の発足当初からも副局長となる。2001年、フィシェルは東ティモールにおける統計機関の設立に関する国際通貨基金の研究団に参加した。2000年9月からは調査会社テイラー・ネルソン・ソフレス・ファクトゥムの役員に就任する。2002年3月から2003年4月にかけてはプラハ経済大学情報統計学部の付属研究機関で所長を務めた。2003年4月24日、フィシェルはチェコ統計局長に任命される。
フィシェルはチェコ統計学会、国際統計協会、ヤン・エヴァンゲリスタ・プルキニェ大学の評議会にも名前を連ねている。
フィシェルは再婚しており、3人の子どもがいる。

## 首相
2009年3月にミレク・トポラーネク政権が崩壊したことを受けて、同年10月に実施が予定されていた総選挙までの暫定政権の首相にフィシェルを推挙することが合意された。ところが総選挙の実施は代議院の任期満了を待つこととなり、フィシェル政権は2010年7月まで継続した。